# Pence của Phêrô

Peter Tông đồ, người mà Quỹ Pence của Peter được đặt theo tên (Giuseppe Nogari, 1743)

Pence của Thánh Peter (hay Denarii Sancti Petri và "Bố thí của Peter") là các khoản quyên góp hoặc thanh toán được thực hiện trực tiếp cho Tòa thánh của Giáo hội Công giáo. Hành động quyên góp này khởi đầu từ thời người Sachsen ở Anh và lan rộng khắp châu Âu. Trước và sau cuộc chinh phục của người Norman, thực hành này thay đổi tùy theo thời gian và địa điểm: ban đầu, nó được đưa ra như một khoản đóng góp ngoan đạo, trong khi sau đó nó được nhiều nhà cai trị yêu cầu và thu như một loại thuế. Mặc dù chính thức bị chấm dứt ở Anh vào thời điểm Cải cách, một khoản quyên góp sau Cải cách có tính chất không chắc chắn đã được ghi nhận ở một số lãnh địa của Anh vào thế kỷ XIX. Năm 1871, Giáo hoàng Piô IX đã chính thức cho tái khởi động lại khoản quyên góp một cách rộng rãi trong các thành viên giáo dân của nhà thờ và "những người khác có thiện chí", cung cấp hỗ trợ tài chính cho Tòa thánh. Hiện nay, số tiền thu được từ "Pence của Thánh Peter" được Giáo hoàng sử dụng cho các hoạt động từ thiện trên toàn thế giới và cho các chi phí hành chính của Nhà nước Vatican.